# Дзагнидзе, Нана
На́на Дзагнидзе (груз. ნანა ძაგნიძე; род. 1 января 1987, Кутаиси) — грузинская шахматистка, гроссмейстер (2008).
Чемпионка Грузии (2003, 2004, 2008, 2025).
В составе женской сборной Грузии участница четырёх Олимпиад (2004—2010). В апреле 2017 года в Риге победила на чемпионате Европы по шахматам среди женщин.
30 декабря 2017 года Нана Дзагнидзе выиграла чемпионат мира по блицу в Саудовской Аравии.

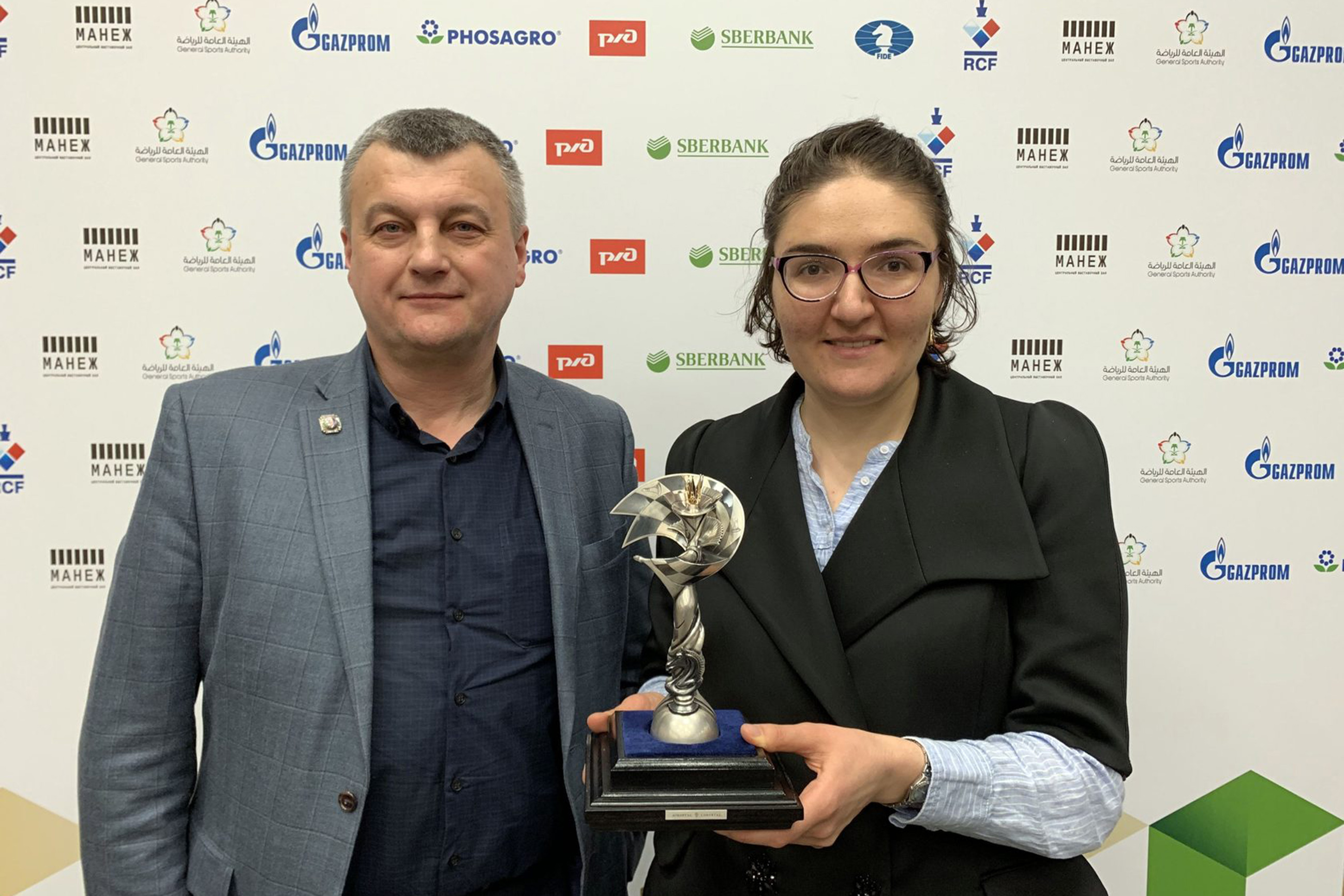
Вручение женского шахматного Оскара «Каисса» Нане Дзагнидзе

Обладатель и победитель почётной премии  ФИДЕ Caissa award 2017 как лучшей шахматистке года. Был вручён 31 декабря 2018 года во время церемонии закрытия чемпионата мира по рапиду и блицу в Санкт-Петербурге.
В ноябре 2021 года в Риге она заняла 18-е место на турнире «Большая женская швейцарка ФИДЕ».
На Кубке мира по шахматам среди женщин 2025 года дошла до четвертьфинала.

## Изменения рейтинга
| График не отображается по техническим причинам. Чтобы исправить это, воспроизведите график в новом формате, если это возможно. |